# 소정 (서진)
소정(蕭整, 생몰년 미상), 자는 공제(公濟), 동해군(東海郡) 난릉현(蘭陵縣) 중도리(中都里) 출신으로, 소예의 아들이며 남제를 건국한 소도성의 고조부, 소량을 건국한 양무제의 현조부이다.

## 생애
서진 시기 회음현령(淮陰縣令)을 역임하였다. 영가의 난 당시 강을 건너 아들 소할과 진릉군(晉陵郡) 무진현(武進縣) 동성리(東城里)로 이주하였으며 이후 북방인이 강의 왼쪽, 이주인이 본토에 정착한 뒤 남난릉군(南蘭陵郡)이라 하였다. 이후 소정의 자손들은 남난릉군의 관료 직위를 역임하였다.
479년 증손 소도성이 남제를 건국하자 회음부군(淮陰府君)에 추존되어 남제의 칠묘에 모셔졌다.
502년, 남제 화제가 소연에게 양위하여 남제가 멸망할 당시에도 회음부군은 소연의 현조부였기에 그의 묘역은 소량 시기에도 유지되었다.
555년, 양 원제가 죽자 회음부군의 묘역은 제거되었다.

## 가족
- 조부: 광릉부군(廣陵府君) 소표
- 부친: 태중부군(太中府君) 소예
- 아들: 소준, 소할, 소열(蕭烈)